# Gerrit Tromp (roeier)
Gerrit Willem (Gerrit) Tromp (Leeuwarden, 24 oktober 1901 - Den Haag, 2 december 1938) was een Nederlands roeier. Eenmaal nam hij deel aan de Olympische Spelen, maar won bij die gelegenheid geen medaille. 
Op de Olympische Spelen van 1924 in Parijs maakte hij op 22-jarige leeftijd zijn olympisch debuut op het roeionderdeel acht met stuurman. De roeiwedstrijden vonden plaats op een recht gedeelte van de rivier de Seine bij Argenteuil. De Nederlandse ploeg werden in de 2e serie derde en plaatste zich hierdoor niet voor de finale en ook niet voor de herkansing. 
Tromp was aangesloten bij studentenroeivereniging ASR Nereus in Amsterdam.

## Palmares

### roeien (acht met stuurman)
- 1924: 3e in de series OS - onbekende tijd

Simon Bon · 
Cornelis Eecen · 
Antony Fennema · 
Roelof Hommema · 
Paul Maasland · 
Henk Rijnders · 
Gerrit Tromp · 
Egbertus Waller · 
Ted Cremer (stuurman)